# Заречный (ракетный катер)
«Заре́чный» (до 27 октября 2011 — Р-187) — ракетный катер проекта 1241.1 «Молния», входящий в состав 1-го дивизиона ракетных катеров — гвардейского соединения Дважды Краснознамённого Балтийского флота Российской Федерации.

## Строительство
Корабль был заложен 18 июля 1986 года на Средне-Невском ССЗ (заводской № 209), спущен на воду 16 апреля 1988 года (бортовой № 855). 4 марта 1989 года зачислен в списки ВМФ СССР.
Флаг ВМФ СССР поднят 15 марта 1989 года. Катер принят в состав 197-го дивизиона ракетных катеров.

## Служба
С 18 ноября 1993 года по настоящее время ракетный катер «Заречный» входит в состав 1-го гвардейского дивизиона ракетных катеров 36-й Краснознамённой ордена Нахимова бригады ракетных катеров Балтийской военно-морской базы Балтийского флота.

Для сохранения боевых традиций воинских частей и памяти об их боевых заслугах, переформировать управление 1-го отдельного дивизиона ракетных катеров и управление 197-го дивизиона ракетных катеров в управление 1-го гвардейского дивизиона ракетных катеров.
— Директива Начальника Генерального Штаба ВМФ РФ № 730/1/0984 от 18.11.1993 г.
За 26 лет службы катер принял участие в 30-ти сбор-походах кораблей Балтийского флота, выполнил несколько десятков боевых упражнений артиллерийскими комплексами, средствами радиоэлектронной борьбы и переносными зенитно-ракетными комплексами, отстоял более 45 боевых дежурств в составе дежурных сил Балтийского флота, прошёл более 15 тысяч миль, в том числе:
- октябрь, 2011 года: сдача задач К-2, морские учения в рамках летнего периода обучения, обеспечение запуска двух ПКР «Термит» с РКА Р-129;
- май, 2012 год: участвовал в совместных ракетных стрельбах по сложной мишени, имитирующей отряд боевых кораблей противника[1];
- апрель, 2015 год: сдача задач К-2, корвет «Сообразительный» на учениях в Балтийском море отбил атаку ракетных катеров Р-257, «Димитровград» и «Заречный»[2].

12 августа 2016 года совместно с МРК «Гейзер» и РКА «Моршанск» отработал элементы боя по отражению атаки малоразмерных целей с моря с артиллерийскими стрельбами и электронными ракетными пусками по группе целей. Также выполнено отражение воздушного нападения с малых высот.
Катер — участник парадов в честь Дня военно-морского флота и Дня Победы: в апреле-мае, 2015 года в год 70-летия Победы РКА «Заречный» совершил переход из Балтийской в Ленинградскую военно-морскую базу и принял участие в праздновании Дня Победы в городе Санкт-Петербурге.

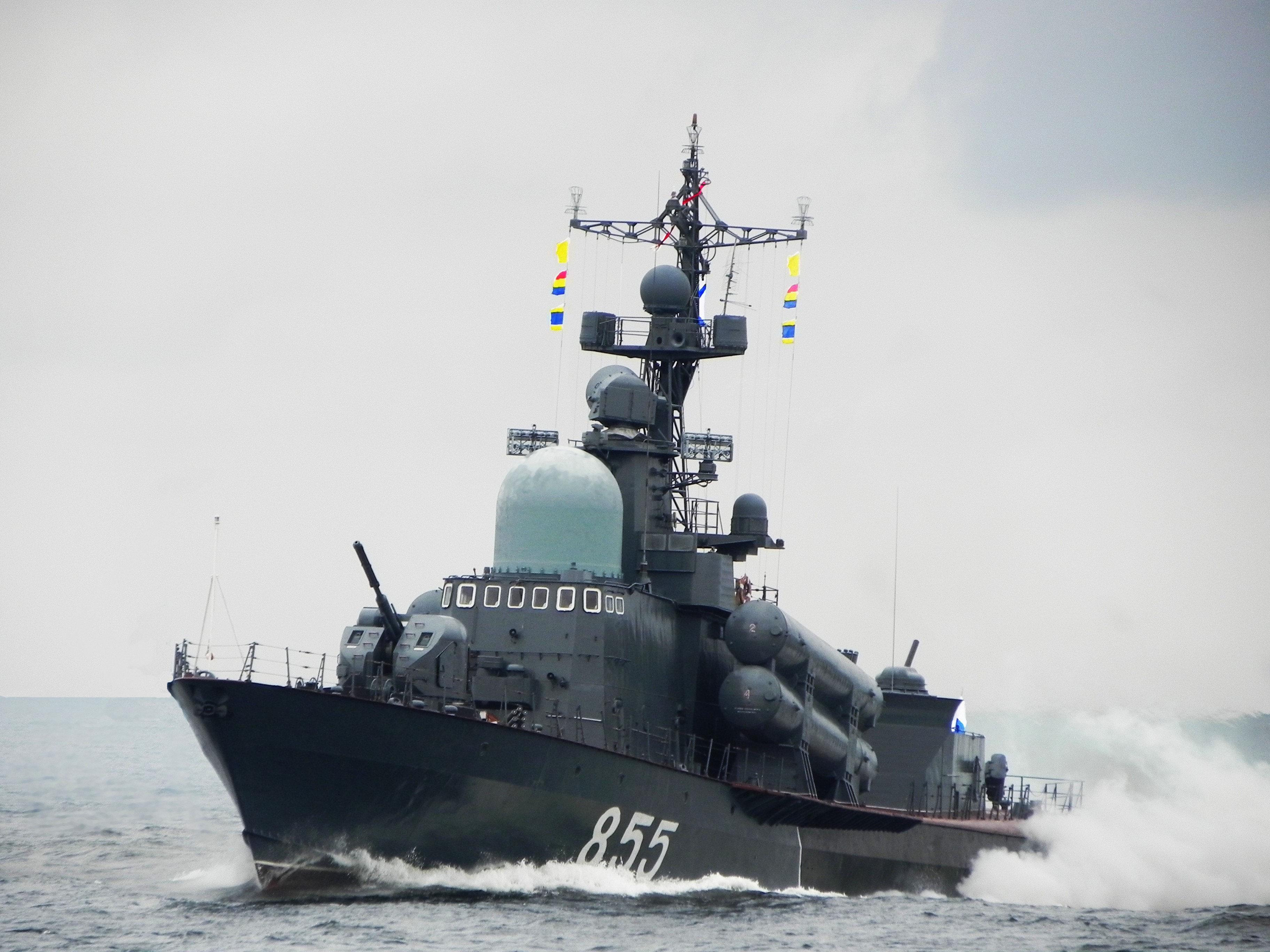
Ракетный катер «Заречный» на параде, посвящённом дню ВМФ 31 июля 2011 года. Парад принимает верховный главнокомандующий ВС РФ Д. А. Медведев.

Посещение высшим командным составом вооружённых сил:
- сентябрь 1990 года — Министр Обороны СССР маршал Советского Союза Язов, Дмитрий Тимофеевич.
- февраль 1993 года — Министр Обороны Российской Федерации маршал Грачев, Павел Сергеевич.
- февраль 1993 года — Главнокомандующий Военно-морским флотом России адмирал Громов, Феликс Николаевич.

## Шефские связи
В рамках Общероссийского движения поддержки флота в 2007 году городом Заречный Пензенской области были установлены шефские связи с Балтийской военно-морской базой. Инициаторами таких связей стали моряки — представители общественной организации «Пензенское Морское собрание», заместитель Главы Администрации города Заречного заслуженный работник культуры РФ Светлана Васильевна Радюк и командир ракетного катера Р-187 гвардии капитан-лейтенант Максим Анатольевич Жеребненко.
Между Администрацией закрытого административно-территориального образования город Заречный Пензенской области и ракетным катером Р-187 1-го гвардейского дивизиона 36-й Краснознамённой ордена Нахимова I степени бригады ракетных катеров Балтийского флота был подписан Договор об установлении шефского сотрудничества.
В результате продолжительного и успешного сотрудничества Главнокомандующим военно-морского флота России адмиралом флота В. С. Высоцким 27 октября 2011 года был подписан приказ № 624 «О переименовании ракетного катера Р-187 проекта 12411, заводской номер 209 и малого морского танкера „ВТН-30“ проекта 1844д заводской номер 109». Из приказа следовало:

1. Ракетному катеру Р-187 проекта 12411, заводской номер 209 присвоить наименование города Заречный Пензенской области и впредь именовать его: «ракетный катер „Заречный“».
2. Малому морскому танкеру «ВТН-30» проекта 1844д, заводской номер 109 присвоить наименование «Михаил Проценко» и впредь именовать его: «малый морской танкер „Михаил Проценко“».

— Приказ Главкома ВМФ № 642 от 27 октября 2011 года
Михаил Васильевич Проценко основатель и почётный гражданин города Заречного, директор градообразующего предприятия ФГУП ФНПЦ «ПО „Старт“», которое сегодня носит его имя, почётный гражданин города Пензы.

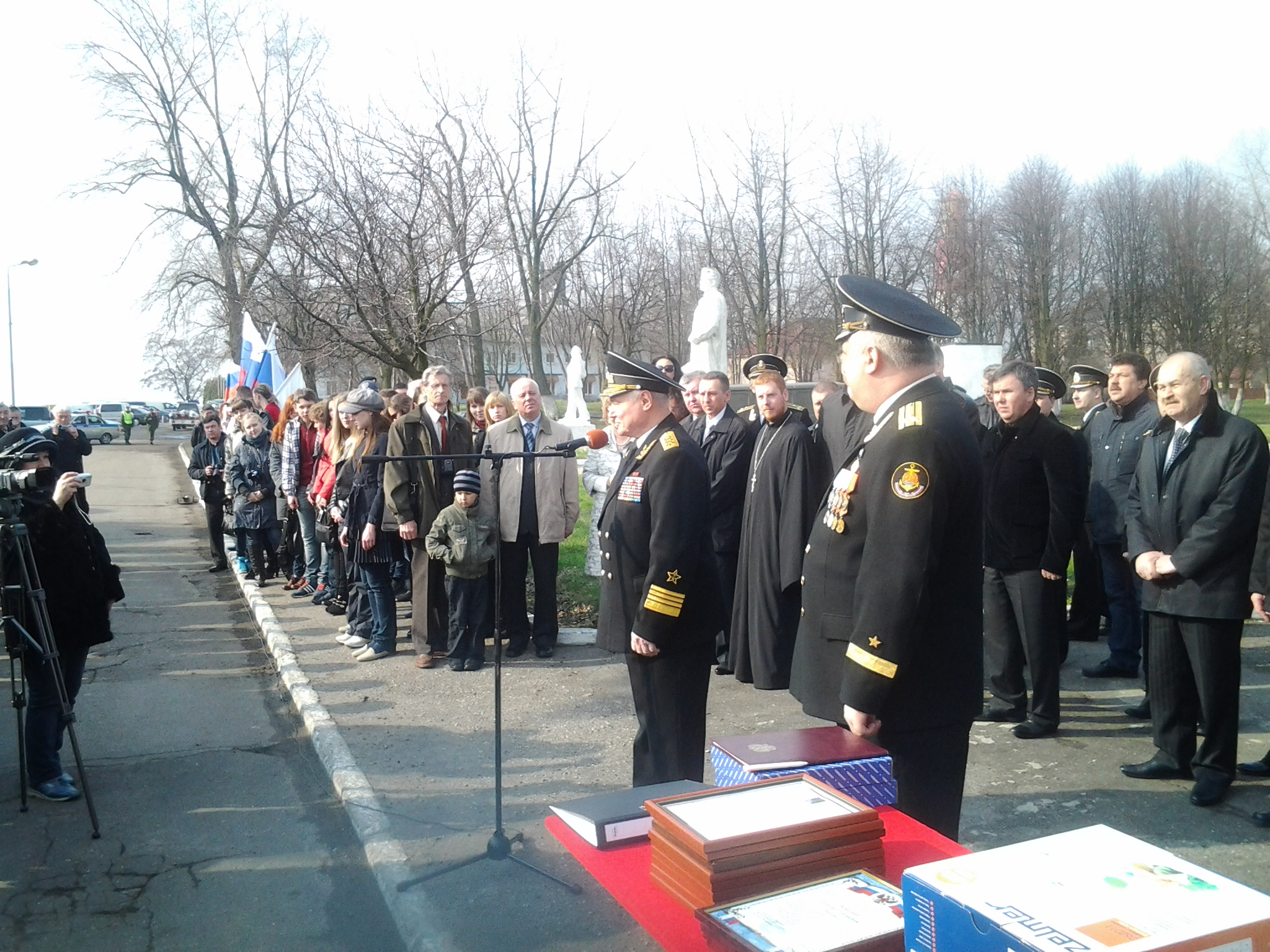
21 апреля 2012 года. пл. Балтийской Славы, Балтийск. Торжественная церемония имянаречения кораблей Балтийского флота, с приветственным словом выступает адмирал В. Г. Егоров.

В своем блоге ЖЖ Глава Администрации города Заречного Вячеслав Гладков 29 октября 2011 года поздравил зареченцев с этим событием в жизни города и области. Торжественная церемония имянаречения кораблей состоялась 21 апреля 2012 года на площади Балтийской Славы г. Балтийск.

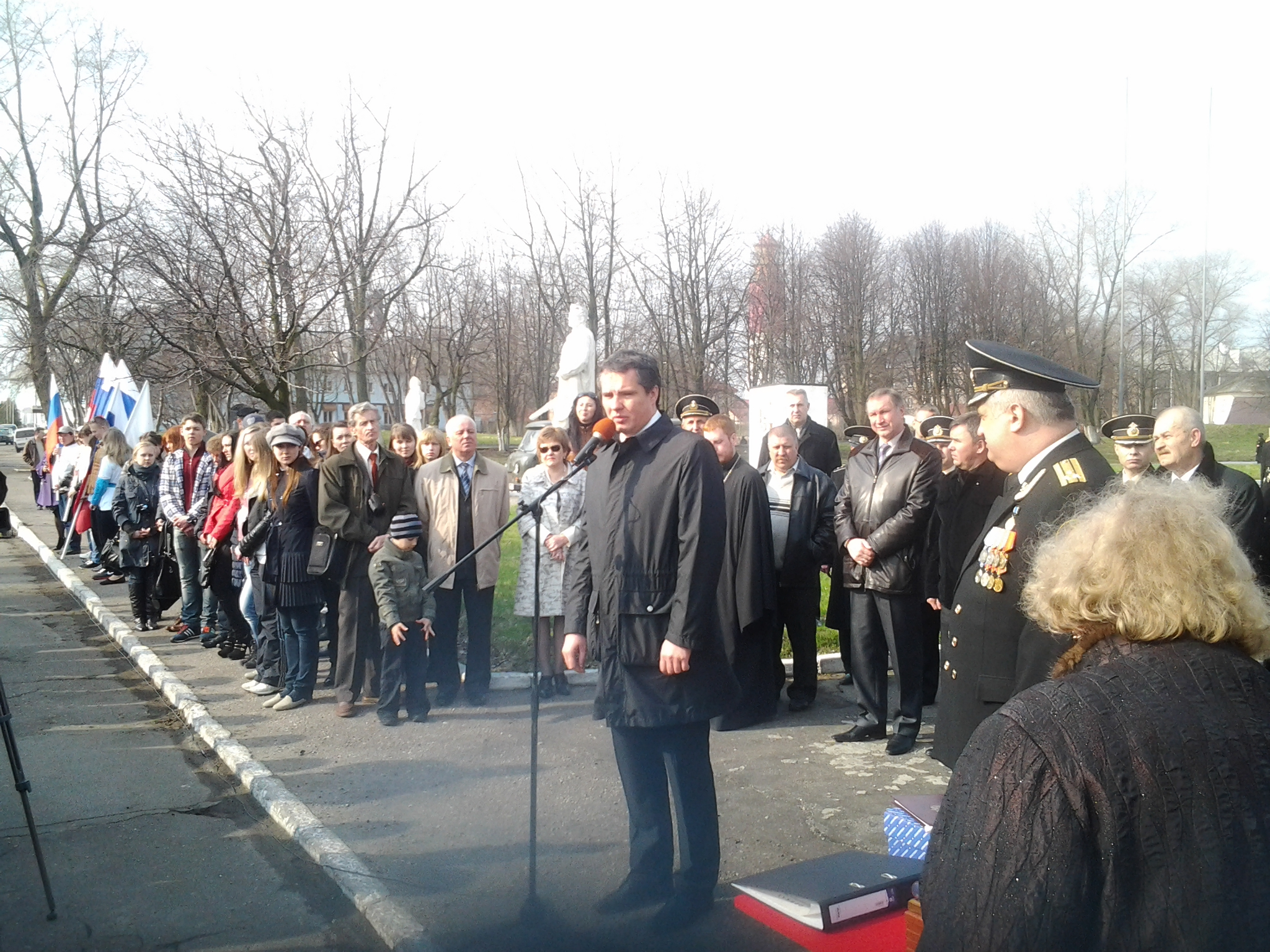
Экипажи кораблей РКА «Заречный» и ММТ «Михаил Проценко» поздравляет Глава администрации города Заречного В. Гладков.

В составе экипажа с 2007 года прошли службу более 50 жителей Заречного, Пензы и Пензенской области.
29 июля 2013 года в День военно-морского флота России вышел фильм «Заречный выходит в море» снятый Телерадиокомпанией Заречный. Фильм рассказывает о боевых буднях ракетного катера «Заречный» в составе Первого гвардейского дивизиона ракетных катеров и жизни города Заречного.

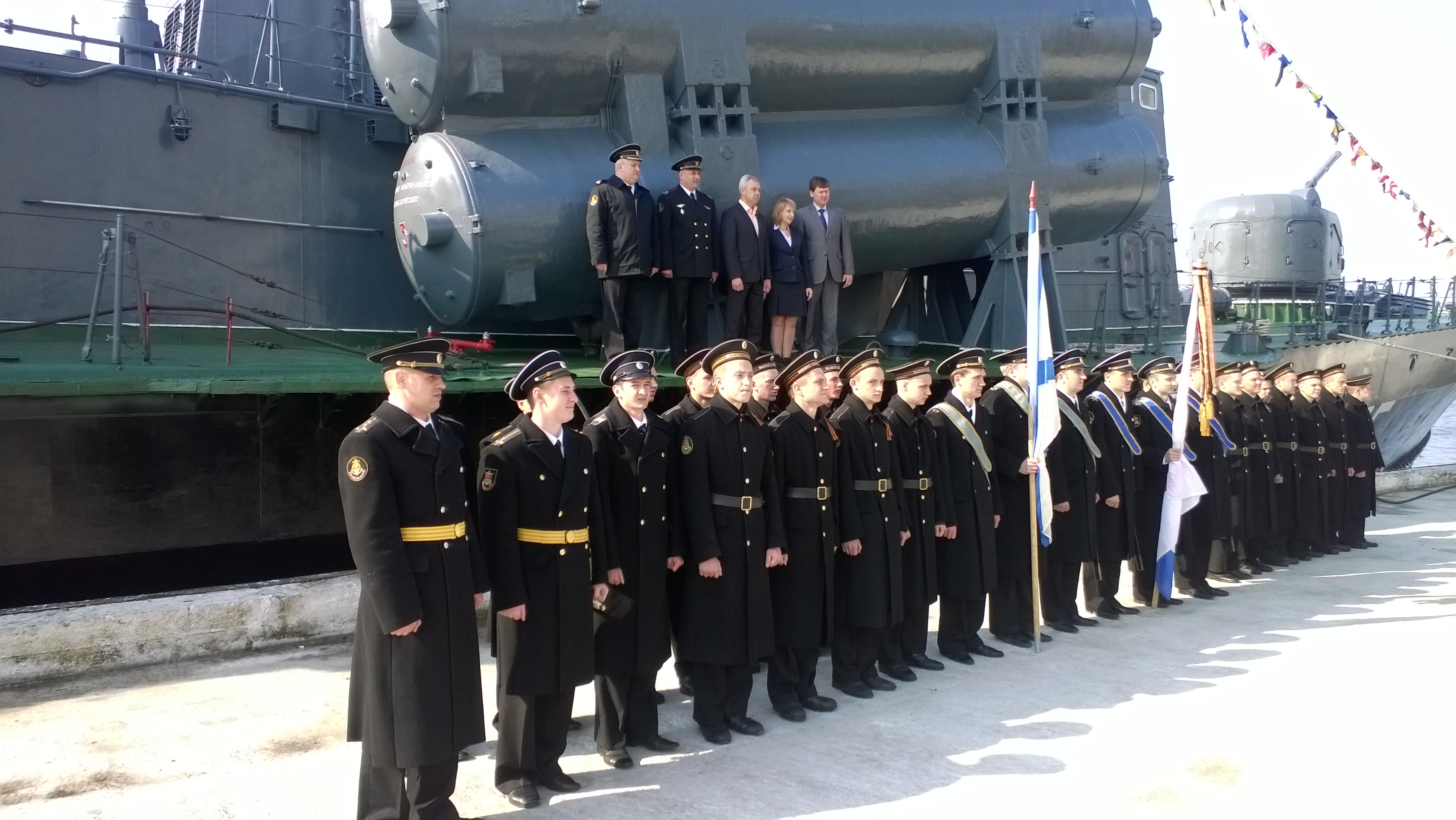
Экипаж гвардейского ракетного катера «Заречный», апрель 2014 года.

19 апреля 2014 года в Балтийске на главной военной базе Балтийского флота состоялась торжественная церемония, посвящённая 25-летию ракетного катера «Заречный» и имянаречению ракетного катера Р-129 ракетным катером «Кузнецк». В торжественной церемонии приняли участия делегации городов Заречного и Кузнецка.
В день корабля — 15 марта 2016 года, делегация города Заречного перезаключила договор о шефском сотрудничестве между Администрацией города Заречного, Балтийской военно-морской базы Балтийского флота и 36-й Краснознаменной ордена Нахимова I степени бригады ракетных катеров. Заречный продолжит активную поддержку ракетного катера в вопросах обеспечения соцкультбыта матросов.

## Командиры ракетного катера
- капитан 3-го ранга Шорохов Сергей Михайлович (01.11.1987—24.11.1989)
- старший лейтенант Скорочкин Константин Валентинович (24.11.1989—15.08.1991)
- гвардии старший лейтенант Смотрин Юрий Иванович (15.08.1991—27.07.1994)
- гвардии капитан-лейтенант Зуев Вадим Анатольевич (27.07.1994—11.08.1997)
- гвардии капитан-лейтенант Кравцов Игорь Владимирович (11.08.1997—17.08.2000)
- гвардии капитан-лейтенант Карташов Алексей Петрович (17.08.2000—13.08.2003)
- гвардии капитан-лейтенант Ярыгин Александр Александрович (13.08.2003—01.12.2005)
- гвардии капитан-лейтенант Хусаинов Андрей Радикович (01.12.2005—25.09.2006)
- гвардии старший лейтенант Чуев Павел Александрович (25.09.2006—27.03.2007)
- гвардии капитан-лейтенант Жеребненко Максим Анатольевич (27.03.2007—25.07.2009)
- гвардии капитан 3-го ранга Александров Александр Сергеевич (25.07.2009—01.12.2011)
- гвардии старший лейтенант Плужник Алексей Александрович (01.12.2011—10.08.2012)
- гвардии капитан 3-го ранга Латко Максим Николаевич (10.08.2012-2018)
- гвардии капитан 3-го рана Плужник Алексей Александрович (2018-2022)
- гвардии капитан 3-го ранга Ивановский Игорь Александрович (2022 по н/в)

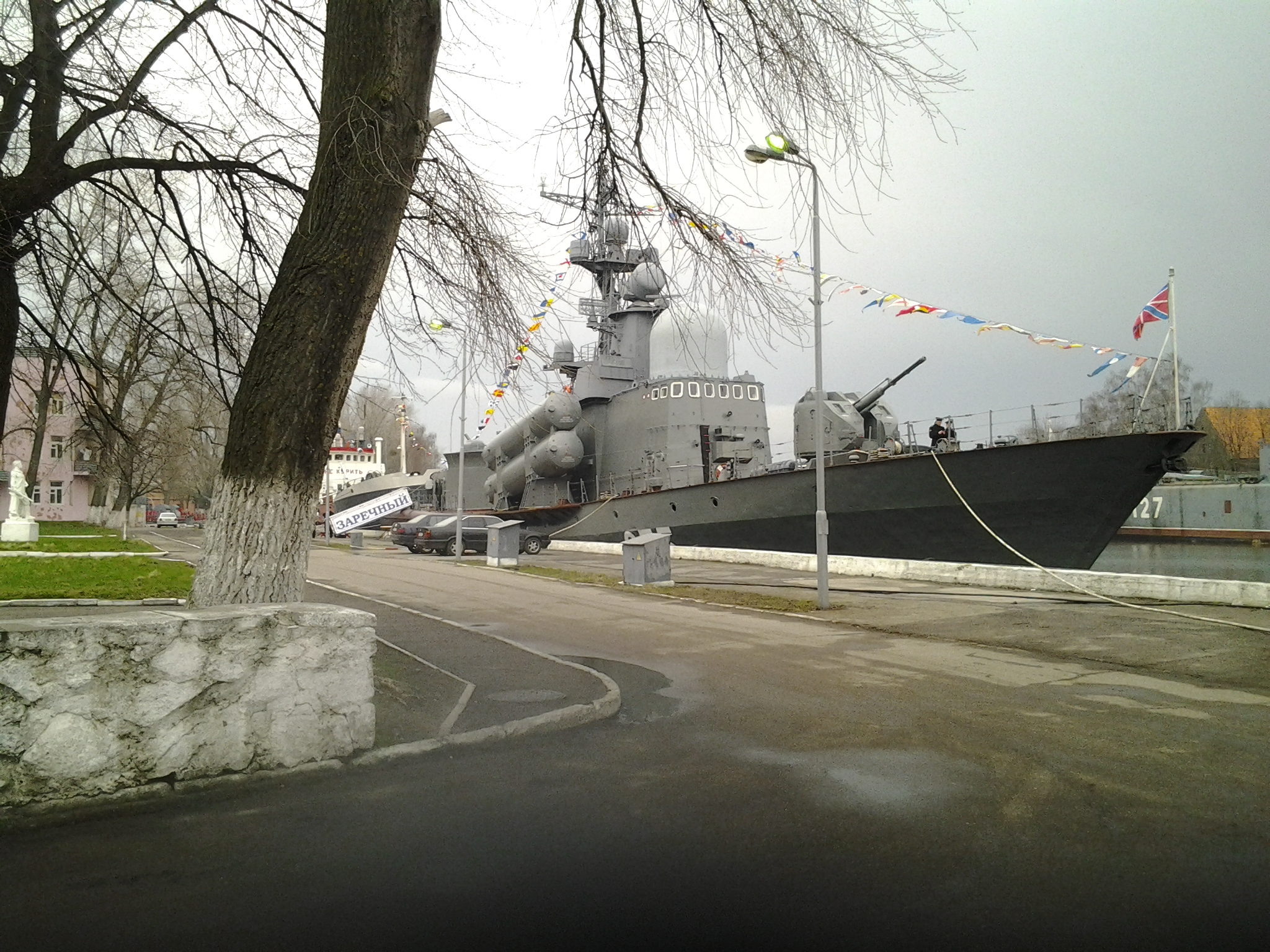
Гвардейский ракетный катер «Заречный» апрель 2012 года.
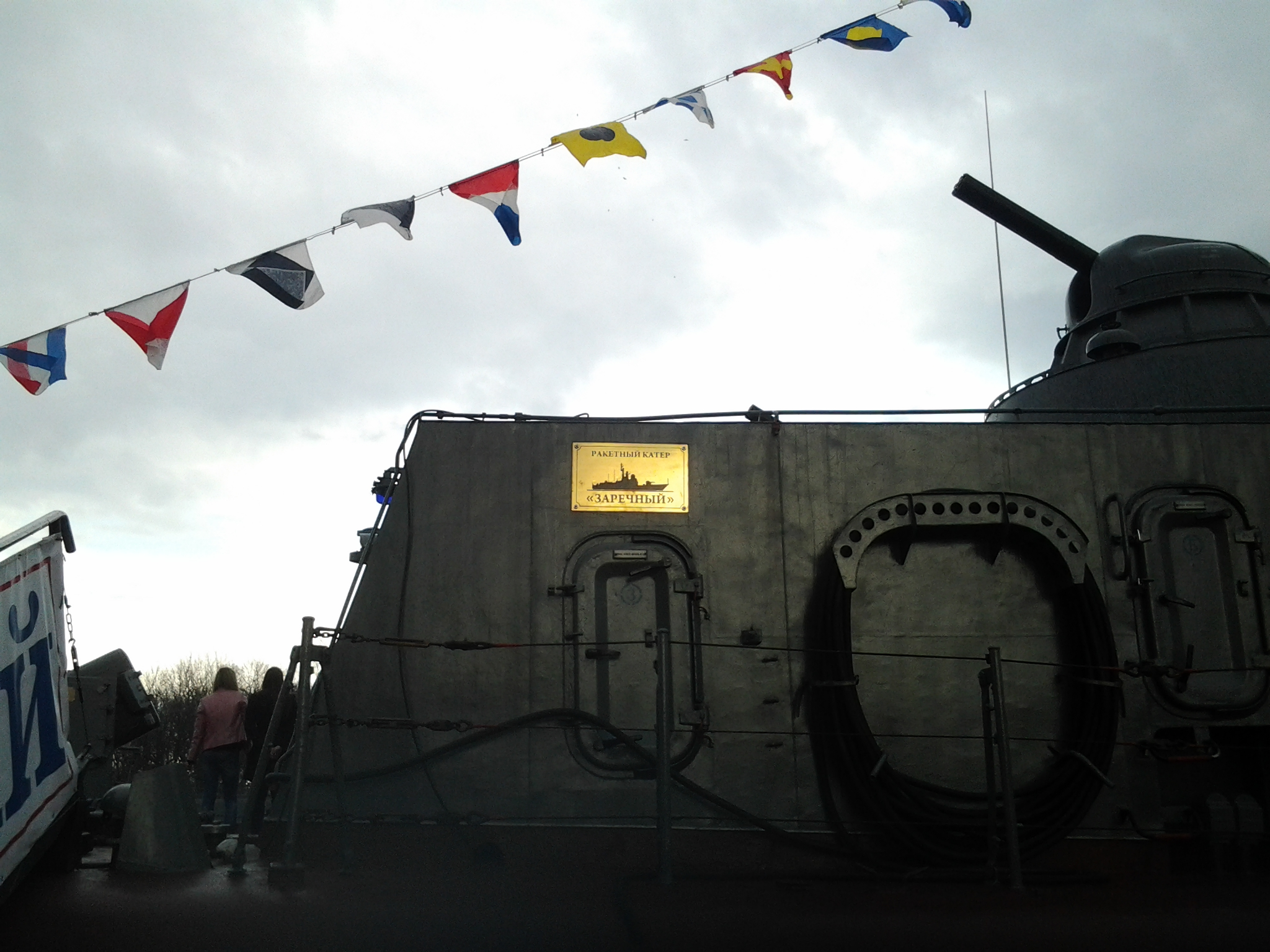
Табличка на ракетном катере «Заречный».
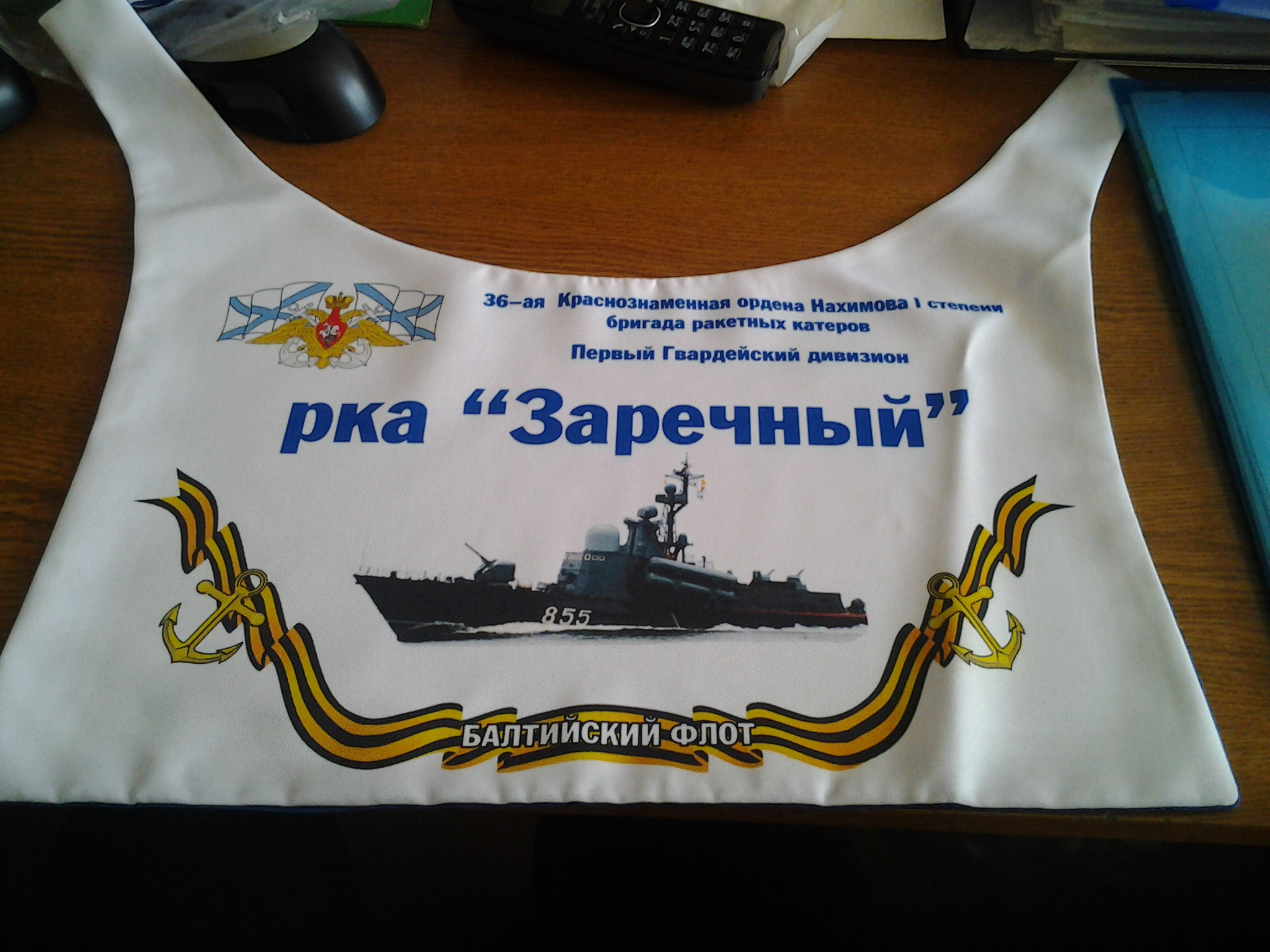
Сувенирный гюйс матросов РКА «Заречный».
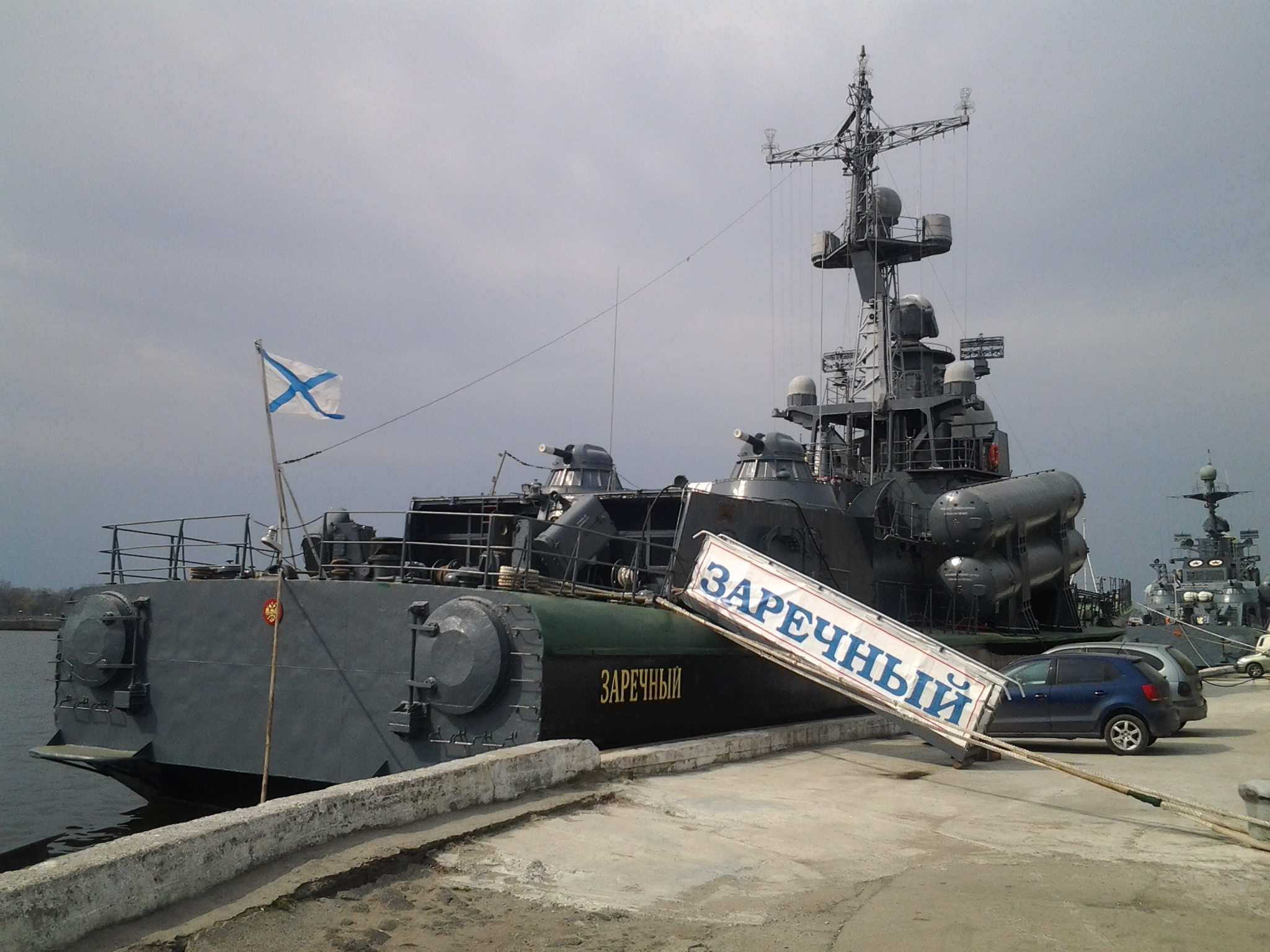
Корма ракетного катера «Заречный».